# Seger (efternamn)
Seger är ett efternamn som från början var ett soldatnamn. Det förekommer även i förkortad form som mansnamnet och namnprefixet Sig.
- Adolf Seger (född 1945), västtysk brottare
- Alexander Seger (född 1996), svensk fotbollsspelare
- Bob Seger, amerikansk musiker
- Caroline Seger, svensk fotbollsspelare
- Casper Seger (född 1999), svensk fotbollsspelare
- David Seger (född 1999), svensk fotbollsspelare
- Eberhard Seger (1854–1923), svensk uppfinnare
- Hans Seger, tysk arkeolog
- Mathias Seger (född 1977), schweiisk ishockeyspelare
- Mike Seeger, amerikansk musiker
- Olof Seger  (1880–1973), svensk lärare och författare
- Peggy Seeger, amerikansk musiker
- Pete Seeger, amerikansk musiker